# Raid de Dieppe
L'operació Jubilee, més coneguda com el Raid de Dieppe, va ser un assalt aliat al port de Dieppe, França, ocupat per Alemanya, el 19 d'agost de 1942, durant la Segona Guerra Mundial. L'assalt principal va durar menys de sis hores fins que les fortes defenses alemanyes i la creixent pèrdues aliades van obligar els seus comandants a retirar-se.
Més de 6.050 soldats d'infanteria, sobretot canadencs, van rebre el suport del The Calgary Regiment de la 1a brigada de tancs canadenca i una forta força de la Royal Navy i de contingents de desembarcament de la Royal Air Force. Van participar 5.000 canadencs, 1.000 tropes britàniques i 50 Rangers dels Estats Units.
Els objectius incloïen la presa i manteniment d'un port important durant un curt període, tant per demostrar que era possible com per obtenir informació. En retirar-se, els aliats també volien destruir defenses costaneres, estructures portuàries i tots els edificis estratègics. El raid tenia els objectius afegits d'incrementar la moral i demostrar el ferm compromís del Regne Unit d'obrir un front occidental a Europa.
Cap d'aquests objectius generals es va assolir, amb una única força d'aterratge aconseguint el seu objectiu específic El suport dels focs aliats va ser greument insuficient i la força atacant es va veure atrapada en gran manera a la platja pels obstacles i el foc alemany. A les deu hores del primer desembarcament, les darreres tropes aliades havien estat mortes, evacuades o deixades enrere per a ser capturades pels alemanys. En lloc d'una demostració de resolució, el cruent fiasco va mostrar al món que els aliats no podien esperar envair França durant molt de temps. Es van assolir alguns èxits d'intel·ligència, inclosa la intel·ligència electrònica.
Dels 6.086 homes que van arribar a terra, 3.623 van ser morts, ferits o capturats. La Royal Air Force no va aconseguir atreure la Luftwaffe a una batalla oberta i va perdre 106 avions (almenys 32 pel foc antiaeri o accidents), enfront dels 48 caces perduts per la Luftwaffe. La Royal Navy va perdre 33 llanxes de desembarcament i un destructor, Els esdeveniments de Dieppe van influir en els preparatius per a futures operacions marítimes dels Aliats, com els desembarcaments de Normandia (Operació Overlord).

## Rerefons
Immediatament després de l'evacuació de les Forces Expedicionàries Britàniques de Dunkerque el maig de 1940, els britànics van començar a desenvolupar una força atacant substancial sota el paraigua de la Caserna general d'operacions combinades. Això va anar acompanyat del desenvolupament de tècniques i equips per a la guerra amfíbia.
A finals de 1941, es va proposar un esquema pel desembarcament de 12 divisions al voltant de Le Havre basat en la retirada de les tropes alemanyes per contrarestar l'èxit soviètic a l'est. D'aquesta va sorgir una proposta de prova de l'esquema en forma d'Operació Rutter. Rutter va provar la viabilitat de capturar un port davant l'oposició, la investigació dels problemes d'operació de la flota d'invasió i provar equips i tècniques de l'assalt.
Després de la seva victòria en la batalla d'Anglaterra en 1940 i la Luftwaffe que han canviat als bombardejos nocturns a la tardor de 1940, els combatents de dia del Comandament de Caces de la RAF eren "una força sense una missió". Sense res més que fer, els combatents del Comandament de Caça estaven a la primavera de 1941 desplegats en una sèrie de missions de cerca i destrucció de vol sobre França per llançar al combat la Luftwaffe. A la segona meitat de 1941, l'ofensiva aèria sobre França es va incrementar molt, provocant la pèrdua de 411 avions britànics i canadencs. En resposta, durant la primavera de 1942, la Luftwaffe va desplegar el nou caça Focke-Wulf Fw 190 contra els seus aeròdroms a França. Els caces Fw 190 van ser molt superiors als Supermarine Spitfires i els Hawker Hurricanes utilitzats pels pilots britànics i canadencs, i les pèrdues aliades sobre França van augmentar ràpidament. La RAF, però, estava convençuda que guanyaria la guerra aèria, creient que les seves pèrdues de 259 spitfires sobre França durant els primers sis mesos de 1942 estaven justificades per la destrucció denunciada de 197 avions alemanys en el mateix període (la Luftwaffe en realitat va perdre 59 avions). Un dels principals problemes per a la RAF va ser que els combatents de la Luftwaffe van negar-se a combatre a la costa francesa i operaven a l'interior, obligant els spitfires a volar profundament cap a França per participar en combat i, així, utilitzar el seu combustible, situant l'avió britànic en un inconvenient diferent quan finalment es van trobar amb la Luftwaffe. Gràcies a la intel·ligència proporcionada per Ultra, els britànics sabien que si alguna força aliada intentava apoderar-se d'un port a França, els alemanys assumirien que seria l'inici d'una invasió i que la Luftwaffe havia de realitzar un esforç exclusiu contra les forces aliades al port, sempre que pogués ser. Armat amb aquest coneixement, el Comandament de Caces va pressionar amb força a la primavera i l'estiu de 1942, perquè una incursió s'apoderés temporalment d'un port francès per provocar la Luftwaffe a comprometre la majoria dels seus combatents a França a una batalla al llarg de la costa francesa. afavorir la RAF. Es va produir en gran manera a causa de la pressió de la RAF per lluitar contra la "batalla aèria més gran" a la costa francesa que va seguir l'operació Rutter/Jubilee.
Dieppe, una ciutat costanera al departament del Sena Marítim, es troba al llarg d'un llarg penya-segat que dona al Canal de la Mànega. El riu Scie es troba a l'extrem occidental de la ciutat i el riu Arques flueix per la ciutat i cap a un port de mida mitjana. El 1942, els alemanys havien enderrocat alguns edificis de primera línia de mar per ajudar a la defensa costanera i havien instal·lat dues grans bateries d'artilleria a Berneval-le-Grand i Varengeville-sur-Mer. Una de les consideracions importants per als planificadors va ser que Dieppe es trobava a l'abast dels avions de caça de la Royal Air Force.
També va haver-hi una pressió intensa del govern soviètic per obrir un segon front a Europa occidental. Al començament de 1942, l'Operació Barbarroja havia clarament fallat a destruir la Unió Soviètica. Tanmateix, els alemanys en una ofensiva estiuenca molt menys ambiciosa llançada el mes de juny, es van endinsar al sud del territori soviètic i es van dirigir cap a Stalingrad. El mateix Stalin va exigir repetidament que els aliats creessin un segon front a França per obligar els alemanys a allunyar almenys 40 divisions del front Oriental per eliminar una mica de la pressió sobre l'Exèrcit Roig.
Winston Churchill va argumentar l'objectiu de l'atac a les seves memòries de guerra:
| « | Vaig pensar que era més important que s'hagués de fer una operació a gran escala aquest estiu i l'opinió militar semblava unànime que fins que no es realitzés una operació a aquesta escala, cap responsable general es faria responsable de la planificació de la invasió principal ... En discussió amb l'almirall Mountbatten va quedar clar que el temps no permetia muntar una nova operació a gran escala durant l'estiu (després que Rutter s'hagués cancel·lat), però que es podia remuntar Dieppe (amb el nou nom de codi "Jubilee") en un mes. sempre que es prenguessin mesures extraordinàries per assegurar el secret. Per aquesta raó, no es van conservar registres però, després que les autoritats canadenques i els caps d'estat major havien donat el seu vistiplau, personalment vaig passar els plans amb el CIGS, l'almirall Mountbatten, i el comandant de la Força Naval, el capità J. Hughes-Hallett. | » |

## El pla
El raid a Dieppe va ser una operació important planificada pel vicealmirall Lord Mountbatten, de la Caserna General d'Operacions Combinades, que va implicar una força atacant d'uns 5.000 canadencs, 1.000 soldats britànics i 50 Rangers dels Estats Units. Bernard Montgomery havia participat en la planificació inicial del raid, però havia suggerit que l'operació fos abandonada.
Originalment concebut a l'abril de 1942, per la seu central d'operacions combinades i amb el nom clau d'Operació Rutter, els aliats tenien previst realitzar una incursió a mida de divisió en un port amb alemanys a la costa del Canal de la Mànega i mantenir-lo durant almenys dues marees i per destruir les instal·lacions i defenses enemigues abans de retirar-se. Aquest pla va ser aprovat pels caps d'estat major al maig de 1942. Incloïa unitats de paracaigudes britàniques que atacaven les bateries d'artilleria alemanya a les capçades dels dos costats dels canadencs fent un assalt frontal des del mar. L'operació de paracaigudes es va cancel·lar més tard i en lloc els comandos número 3 i el número 4 van desembarcar per mar i van atacar les bateries d'artilleria.

### Component terrestre
Sota la pressió del govern canadenc per assegurar que les tropes canadenques veiessin alguna acció, la 2a divisió d'infanteria canadenca, comandada pel major general John Hamilton Roberts, va ser seleccionada per a la força principal. Les tropes es van treure d'operacions combinades i del comandament sud-oriental, sota el tinent general Bernard Law Montgomery. El pla preveia un assalt frontal, sense cap fort bombardeig aeri preliminar. L'absència d'un bombardeig suficient va ser una de les principals raons per al fracàs de l'operació, i s'han donat diverses raons per explicar per què un va ser exclòs específicament. Suposadament, oficials britànics i canadencs van impedir l'ús de bombardejos aeris i navals per intentar limitar les víctimes de civils francesos al nucli de la ciutat portuària. Els planificadors del Raid de Dieppe temien que les pèrdues civils injustificables enfadessin i alienessin encara més el govern de Vichy; una opció poc atractiva tenint en compte la intenció de l'operació Torxa no tres mesos després. El general major Roberts, comandant de la força militar, també ha defensat que un bombardeig faria impracticable els carrers de la ciutat i dificultaria així l'assalt després que s'hagués sortit de les platges. Els oficials canadencs que planejaren l'assalt cregueren que la combinació de la velocitat, la sorpresa i el gran xoc causat per tenir tancs desembarcant amb la infanteria seria suficient per avançar. El general C. Churchill Mann, considerat a l'oficial d'estat major més capaç de l'Exèrcit canadenc, va escriure que tot el concepte de tancs de desembarcament a la costa de França "és gairebé una concepció fantàstica" i que el que es guanyaria a través de "sorpresa". "i els" terribles efectes morals sobre els alemanys i els francesos "serien més que suficients per assegurar l'èxit de l'operació Rutter.
Els desembarcaments a Dieppe estaven previstos en sis platges: quatre enfront de la ciutat i dues als flancs est i oest respectivament. D'est a oest, les platges van rebre el nom de Groc, Blau, Vermell, Blanc, Verd i Taronja. El comandament núm. 3 va desembarcar a la platja Groga, el Regiment Reial del Canadà a Blau. Els principals desembarcaments es produirien a les platges Vermell i Blanc per la Reial Infanteria Lleugera Hamilton, el Regiment escocès Essex, Les Fusiliers Mont-Royal, Comandos dels Royal Marines i els blindats. El Regiment del Sud de Saskatchewan i els Highlanders Cameron de la Reina del Canadà desembarcarien a la platja Verd, i el Comando 4 a Taronja.

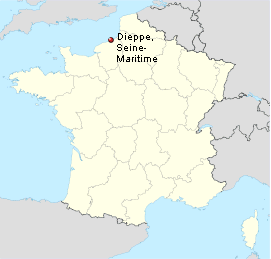
Ubicació del raid: Dieppe, departament del Sena Marítim, Alta Normandia

El 14è regiment de tancs de l'exèrcit (The Calgary Regiment) va proporcionar suport blindat amb 58 dels nous tancs Churchill, que es van lliurar mitjançant les noves llanxes de desembarcament (LCT). Els tancs tenien una barreja d'armament amb canons QF de 2 lliures que operaven al costat dels tancs armats amb QF 6. A més, tres dels Churchills estaven equipats amb equips de llançaflames i tots tenien adaptacions que els permetien operar en aigües poc profundes prop de la platja.

### Suport naval i aeri
La Royal Navy va subministrar 237 vaixells i llanxes per desembarcar. Tanmateix, el suport de foc naval abans del desembarcament era limitat, format per sis destructors de la classe Hunt amb canons de 102 mm. Això va ser a causa de la reticència del Primer Lord del Mar Sir Dudley Pound a arriscar els vaixells capitals en una zona que creia vulnerable a atacs dels avions alemanys. Mountbatten va demanar a Pound que enviés un cuirassat per proporcionar suport de foc per a l'atac a Dieppe, però Pound va recordar que els avions japonesos havien enfonsat el creuer HMS Repulse i el HMS Prince of Wales davant Malaïsia el desembre de 1941, i no s'arriscaria a enviar naus capitals a aigües on els aliats no tinguessin absoluta superioritat aèria. La Royal Air Force va proporcionar 74 esquadrons d'avió, dels quals 66 eren esquadrons de caça.

### Intel·ligència
La intel·ligència a la zona era escassa: hi havia posicions de canons alemanyes excavades als penya-segats, però no havien estat detectades pels fotògrafs de reconeixement aeri. Els planificadors havien avaluat el gradient de la platja i la seva idoneïtat per als tancs només mitjançant la exploració d'instantànies de vacances, cosa que va comportar una subestimació de la força alemanya i del terreny. El pla d'esquema per a l'Operació Rutter (que, tot i que mai va ser executat, es va convertir en la base de l'operació Jubileu), va declarar que "els informes d'intel·ligència indiquen que Dieppe no està gaire defensat i que les platges dels voltants són adequades per a desembarcar infanteria i blindats, lluitant contra vehicles en alguns casos ".

## Les forces alemanyes

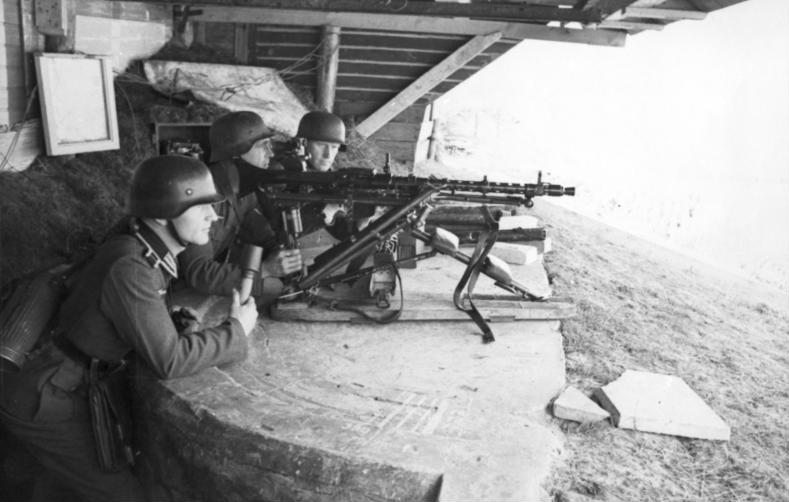
Emplaçament d'una metralladora alemanya mitjana MG34

Les forces alemanyes a Dieppe estaven en alta alerta, després d'haver alertat per agents dobles francesos que els britànics mostraven interès per la zona. També havien detectat un augment de trànsit de ràdio i embarcacions de desembarcament concentrades als ports costaners del sud britànic.
Dieppe i els penya-segats que la flanquejaven estaven ben defensats; la guarnició de 1.500 homes de la 302a Divisió d'Infanteria Estàtica comprenia el 570è, 571è i 572è Regiment d'infanteria, cadascun amb dos batallons, el 302è Regiment d'Artilleria, el 302è Batalló de Reconeixement, el 302è Batalló Antitanc, el 302è Batalló d'Enginyers i 302è Batalló de Transmissions. Es van desplegar al llarg de les platges de Dieppe i de les poblacions veïnes, cobrint tots els llocs de desembarcament probables.
La ciutat i el port estaven protegits per una concentració d'armes pesants a l'aproximació principal (particularment a les miríades coves del penya-segat) i amb una reserva a la part posterior. Els defensors estaven estacionats no només a les pròpies poblacions, sinó també entre les poblacions en zones obertes i terres altes amb vistes a les platges. Elements del 571è Regiment d'Infanteria van defensar l'estació de radar de Dieppe a prop de Pourville i la bateria d'artilleria sobre el riu Scie a Varengeville. A l'est, el 570è Regiment d'infanteria es va desplegar a prop de la bateria d'artilleria a Berneval-le-Grand.
Les forces de la Luftwaffe eren el Jagdgeschwader 2 (JG2) i el Jagdgeschwader 26 (JG26), amb 200 caces, majoritàriament el Fw 190 i al voltant de 100 bombarders del Kampfgeschwader 2 (KG2), del Kampfgeschwader 45 (KG45), i del Kampfgeschwader 77 (KG77), la majoria de Dornier 217s.

## Desembarcaments inicials
La flota aliada va sortir de la costa sud d'Anglaterra la nit del 18 d'agost de 1942, amb els canadencs sortint del port de Newhaven. La flota de vuit destructors i les embarcacions d'acompanyament de canoneres per escortar les embarcacions de desembarcament i les llanxes van ser precedides per dragamines que van netejar els camins pel Canal de la Mànega.
El desembarcament inicial va començar a les 04:50 el 19 d'agost, amb atacs a les bateries d'artilleria als flancs de la zona principal de desembarcament. Es tractava de Varengeville – Sainte-Marguerite-sur-Mer (coneguda com a Orange Beach) pel 4t Comando, Pourville (Green Beach) pel Regiment Sud de Saskatchewan i els Cameron Highlanders de la Reina del Canadà, Puys (Blue Beach) pel Regiment Reial del Canadà, i Berneval (Yellow Beach) pel 3r Comando. Al seu pas, els vaixells de desembarcament i escortes dirigits cap a Puys i Berneval van topar i van intercanviar foc amb un petit comboi alemany a les 03:48. Els destructors aliats HMS Brocklesby i ORP Ślązak van informar del combat, però els seus comandants van assumir erròniament que les embarcacions de desembarcament es trobaven sota el foc de les bateries de la costa i no van dirigir-se a rescatar-los.

### Yellow beach

A diferència del 4t Comando, el número 3 portava cascs d'acer durant l'atac

La missió del tinent coronel John Durnford-Slater i el comando número 3 era realitzar dos desembarcaments a 13 km a l'est de Dieppe per silenciar la bateria costanera Goebbels, prop de Berneval. La bateria podria disparar al desembarcament a 6,4 km a Dieppe a l'oest. Els tres canons de 170 mm i els quatre canons de 105 mm de la 2/770 Batterie havien de quedar fora de l'acció quan la força principal s'acostés a la platja principal.
L'embarcació que portava el Comando núm. 3, que s'acostava a la costa cap a l'est, no es va advertir de l'aproximació d'un comboi costaner alemany que havia estat localitzat per les estacions de radar "Chain Home" britàniques a les 21:30. Els S-boats alemanys que escortaven un vaixell petrolier alemany van torpedinar algunes de les embarcacions de desembarcament de la LCP i van deixar fora de combat el Vapor d'escorta 5. Posteriorment, les llanxes 346 i el Landing Craft Flak1 es va combinar per expulsar els vaixells alemanys, però el grup va quedar dispers, amb algunes pèrdues i es van alertar les defenses costaneres de l'enemic. Els comandos de sis embarcacions que van fer terra a Groc I van ser rebutjats i, incapaços de retirar-se amb seguretat o unir-se a la força principal, van haver de rendir-se. Només 18 comandos van arribar a terra a la platja de Groc II. Van arribar al perímetre de la bateria a través de Berneval, després que l'ataquessin Hawker Hurricanes amb bombes, i es llançaren contra el seu objectiu amb armes de foc petites. Tot i que no van poder destruir els canons, el seu tiroteig durant un temps va aconseguir distreure la bateria amb un efecte tan bo que els artillers van disparar a cegues i no consta que aquesta bateria enfonsés cap dels bucs de combois d'assalt de Dieppe. Els comandos es van veure obligats a retirar-se davant de les forces enemigues superiors.

### Orange beach
La missió del tinent coronel Lord Lovat i el 4t Comando (inclosos 50 Rangers estatunidencs) va ser dur a terme dos desembarcaments a 9,7 km a l'oest de Dieppe per neutralitzar la bateria costanera Hess a Blancmesnil-Sainte-Marguerite, prop de Varengeville. Desembarcant al flanc dret en grup van pujar el fort pendent i van atacar i neutralitzar el seu objectiu, la bateria d'artilleria de sis canons de 150 mm. Aquest va ser l'únic èxit de l'operació Jubileu. El comando es va retirar a les 07:30 segons el previst. La major part del número 4 va tornar a Anglaterra amb seguretat. Aquesta part de la incursió va ser considerada un model per a futurs assalts amfibis del Royal Marine Commando com a part de les principals operacions de desembarcament. Lord Lovat va ser guardonat amb l'orde del Servei Distingit per la seva part en la incursió, i el capità Patrick Porteous, va ser guardonat amb la creu Victòria.

### Blue beach

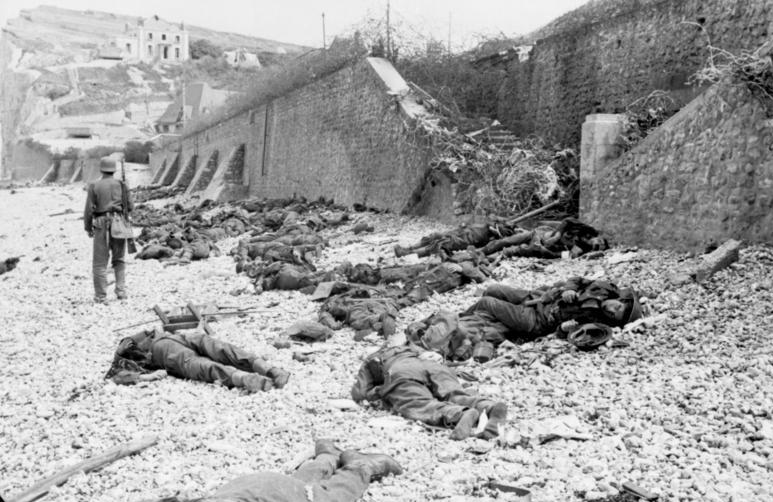
Morts canadencs a la platja Blava a Puys

El combat naval entre el petit comboi alemany i les llanxes que portaven el comando núm. 3 havia alertat els defensors alemanys a la platja Blava. El desembarcament a prop de Puys del Regiment Reial del Canadà, a més de tres pelotons de la Black Watch of Canada i un destacament d'artilleria es va encarregar de neutralitzar les metralladores i les bateries d'artilleria que protegien aquesta platja de Dieppe. Es van endarrerir 20 minuts i les pantalles de fum que haurien d'haver ocultat l'assalt ja s'havien aixecat. Es van perdre, així, els avantatges de la sorpresa i la foscor, mentre que els alemanys havien ocupat les seves posicions defensives en previsió del desembarcament. Les forces alemanyes ben fortificades van atacar les forces canadenques que van desembarcar a la platja. Tan bon punt van arribar a la riba, els canadencs es van trobar clavats contra l'escull, sense poder avançar. Amb un búnquer col·locat per arrasar per la part posterior del parament marítim, el Reial Regiment del Canadà va ser aniquilat. Dels 556 homes del regiment, 200 van morir i 264 van ser capturats.

### Green Beach
A la Platja Verda, al mateix temps que el Comando número 4 havia desembarcat a Orange Beach, el primer batalló del Regiment de Saskatchewan Sud es dirigia cap a Pourville. Van ser desembarcats a les 04:52, sense haver estat detectats. El batalló va aconseguir deixar les seves embarcacions de desembarcament abans que els alemanys poguessin obrir foc. No obstant això, al camí d'entrada, algunes de les embarcacions de desembarcament havien sortit a la marxa i la majoria del batalló es van trobar a l'oest del riu Scie en lloc d'est d'aquest. Com que havien estat desembarcats al lloc equivocat, el batalló, que tenia com a objectiu els turons a l'est del poble i la bateria d'artilleria Hindenburg, va haver d'entrar a Pourville per travessar el riu per l'únic pont. Abans que els Saskatchewans aconseguissin arribar al pont, els alemanys havien posat allà les metralladores i els canons antitanc que van detenir el seu avanç. Amb els morts i ferits del batalló amuntegats al pont, el tinent coronel Charles Cecil Ingersoll Merritt, l'oficial comandant, va intentar donar impuls a l'atac travessant repetidament i obertament el pont, per tal de demostrar que era factible fer-ho. Tot i això, malgrat que es va reincidir en l'assalt, els sud-est dels sud-estats i els propis cameronesos de la reina del Canadà, que havien desembarcat al seu costat, no van poder assolir la seva meta. Mentre que els camerons aconseguiren penetrar més endins que cap altra tropa aquell dia, també foren aviat obligats a tornar quan els reforços alemanys es precipitaren al lloc. Els dos batallons van patir més pèrdues quan es van retirar; només 341 homes van poder arribar a l'embarcador i embarcar i la resta es va rendir. Per la seva part en la batalla, el tinent coronel Merritt va ser guardonat amb la creu Victòria.

#### Estació de radar de Pourville

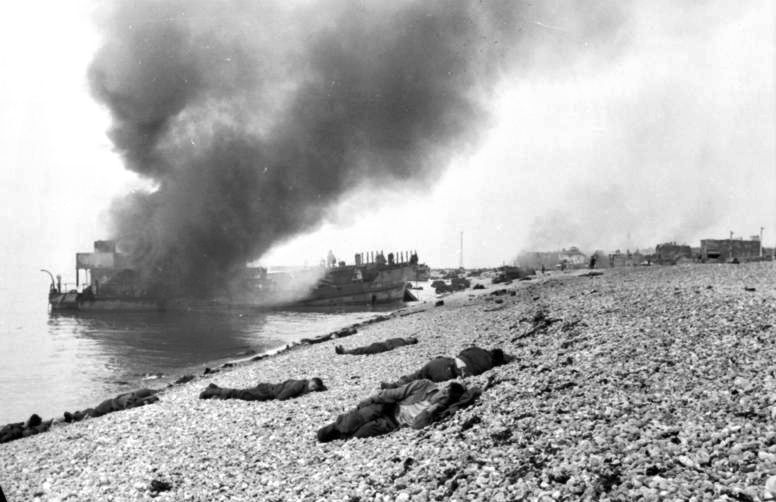
Llanxes de desembarcament destruïdes amb morts canadencs a la platja. Un emplaçament de canons de formigó a la dreta cobreix tota la platja. Es pot jutjar clarament el gradient pronunciat.

Un dels objectius del Raid de Dieppe era descobrir la importància i la capacitat de rendiment d'una estació de radar alemanya a la part superior del penya-segat a l'est de la ciutat de Pourville. Per aconseguir-ho, el sergent de vol de la RAF Jack Nissenthall, un especialista en radar, va ser adjuntat al Regiment del Sud de Saskatchewan desembarcant a Green Beach. Va ser intentar entrar a l'estació de radar i aprendre els seus secrets, acompanyat d'una petita unitat d'11 homes dels Saskatchewans com a guardaespatlles. Nissenthall es va oferir voluntari per a la missió plenament conscient que, a causa de la naturalesa molt sensible del seu coneixement de la tecnologia de radar aliat, la seva unitat de guardaespatlles de Saskatchewan tenia les ordres de matar-lo si calgués per evitar que fos capturat. També portava una pastilla de cianur com a últim recurs.
Després de la guerra, Lord Mountbatten va reclamar a l'autor James Leasor, en ser entrevistat durant la investigació del llibre Green Beach, que "Si hagués estat al corrent de les ordres donades a l'escorta per disparar-lo en lloc de deixar-lo capturar, les hauria cancel·lat immediatament." Nissenthall i els seus guardaespatlles no van poder entrar a l'estació de radar a causa de fortes defenses, però Nissenthall va poder arrossegar-se fins a la part posterior de l'estació sota el foc enemic i va tallar tots els cables telefònics que la portaven. Això va obligar la tripulació a recórrer a transmissions de ràdio per parlar amb els seus comandants, transmissions que eren interceptades per posts d'escolta a la costa sud d'Anglaterra. Els aliats van poder aprendre molt sobre la ubicació i la densitat de les estacions de radar alemanyes al llarg de la costa del canal gràcies a aquest únic acte, que va contribuir a convèncer els comandants aliats de la importància de desenvolupar la tecnologia de bloqueig de radar. D'aquesta petita unitat, només Nixenhall i l'altre van tornar amb seguretat a Anglaterra. Després de la guerra, Jack Nissenthall va escurçar el seu cognom a Nissen.

## Principals desembarcaments canadencs

### Platges roges i blanques

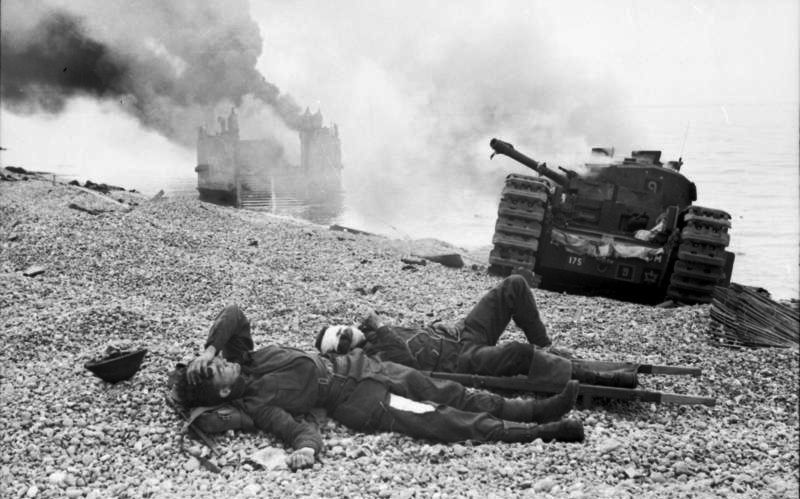
Ferits canadencs ferits i tancs Churchill abandonats després de la incursió. Una nau de desembarcament està en flames al fons.

A l'hora de preparar el terreny dels principals desembarcaments, quatre destructors estaven bombardejant la costa quan s'acostaven les embarcacions. A les 05:15, se'ls van unir cinc esquadrons d'huracà RAF que van bombardejar les defenses costaneres i van establir una pantalla de fum per protegir les tropes d'assalt. Entre les 03:30 i les 03:40, 30 minuts després del desembarcament inicial, va començar l'assalt frontal principal del Essex Scottish i la Royal Hamilton Light Infantry. La seva infanteria havia de ser recolzada pels tancs Churchill del 14è Regiment de Tancs de l'Exèrcit desembarcant alhora, però els tancs van arribar a la platja tard. Com a resultat, els dos batallons d'infanteria van haver d'atacar sense suport blindat. Els va rebre un fort foc de metralladores procedent d'enclavaments excavats als penya-segats amb vistes. No van poder eliminar els obstacles i escalar la franja marítima, patint grans pèrdues. El capità Denis Whitaker de la Royal Hamilton Light Infantry va recordar una escena de confusió absoluta, amb soldats tallats pel foc alemany al llarg de la costa mentre el seu comandant, el coronel Bob Labatt, intentava desesperadament utilitzar una ràdio trencada. per contactar amb el general Roberts mentre ignorava els seus homes. Quan els tancs van arribar finalment, només 29 van ser desembarcats. Dos es van enfonsar en aigües profundes, i dotze més es van veure arrebossats a la suau platja de pedres. Només 15 tancs van arribar a la vora del mar. Un cop van creuar el mur marítim, es van veure enfrontats per una sèrie d'obstacles de tanc que impedia la seva entrada a la ciutat. Al impedir-se d'anar més lluny, es van veure obligats a tornar a la platja on van proporcionar suport de foc per a la infanteria que ara es retirava. Cap dels tancs va aconseguir tornar a Anglaterra. Totes les tripulacions que van desembarcar van ser mortes o capturades.

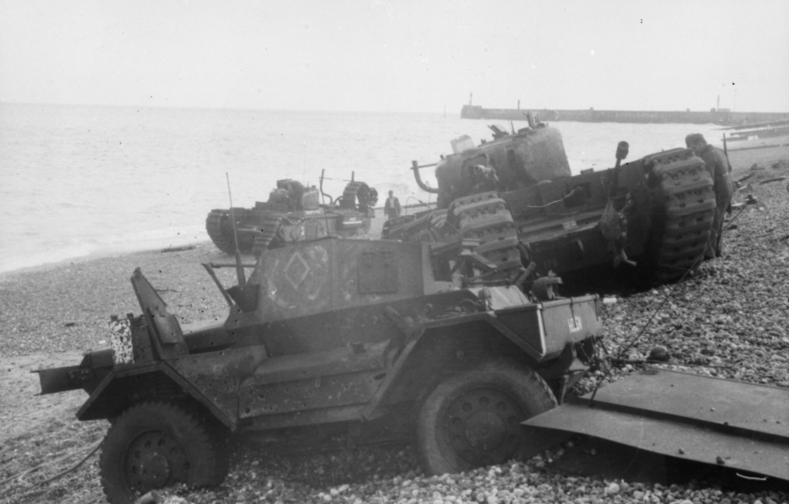
Un blindat Daimler Dingo i dos tancs Churchill abatuts a la platja. El Churchill més proper té un llançaflames muntat al casc i el tanc posterior ha perdut una cadena. Tots dos tenen accessoris per eliminar els gasos mentre es trobaven a l'aigua.

Desconeixent la situació de les platges a causa d'una pantalla de fum posada pels destructors de suport, el major general Roberts va enviar a les dues unitats de reserva: els Fusiliers Mont-Royal i els Royal Marines. A les 07:00, els Fusiliers, sota el comandament del tinent coronel Dollard Ménard en 26 embarcacions de desembarcament van navegar cap a la seva platja. Els combat amb els alemanys van ser molt dur, car van ser rebuts amb foc de metralladora, morter i granades, sent destruïts i només un grapat d'homes van aconseguir arribar a la ciutat. Aquests homes van ser enviats cap al centre de Dieppe i van ser clavats sota els penya-segats i Roberts va ordenar que els Royal Marines desembarquessin per donar-los suport. Al no estar preparats per donar suport als Fusiliers, els Royal Marines van haver de transferir-se de les seves llanxes a les embarcacions de desembarcament. Els vaixells de desembarcament dels Royal Marines van ser molt atacats en el seu camí amb molts destruïts o discapacitats. Els Royal Marines que van arribar a la costa van ser morts o capturats. Quan es va assabentar de la situació, el tinent coronel Phillipps, comandant dels Royal Marines, es va posar a la popa de la seva embarcació de desembarcament i va fer senyals perquè la resta dels seus homes tornessin enrere. Va ser mort uns instants després.
Durant la incursió, un pelotó de morter dels Calgary Highlanders, comandat pel tinent F.J. Reynolds, va ser unit a la força de desembarcament, però es va mantenir fora de la costa després que els tancs a bord (amb els nom de "Bert" i "Bill") desembarquessin. Els sargents Lyster i Pittaway van ser mencionats als Despatxos per la seva part en abatre dos avions alemanys, i un oficial del batalló va ser mort mentre estava a terra amb un quarter general de la brigada.
A les 09:40, sota un fort foc, es va iniciar la retirada de les principals platges del desembarcament i es va acabar fins a les 14:00.

## La batalla aèria
Les operacions aèries aliades que donaven suport a l'operació Jubileu van resultar en algunes de les batalles aèries més ferotges des de 1940. Els principals objectius de la RAF eren llançar una pantalla de protecció sobre la força amfíbia i els caps de platja i també forçar les forces de la Luftwaffe a una batalla de desgast d'acord als termes propis dels Aliats. Es van emprar uns 48 esquadrons de caça de Spitfires, amb vuit esquadrons de caça bombarders Hurricane, quatre esquadrons de reconeixement Mustang Mk Is i set esquadrons de bombers lleugers del grup 2. Es van oposar a aquestes forces uns 120 caces operatius dels Jagdgeschwader 2 i 26, els Dornier Do 217s del Kampfgeschwader 2 i diversos elements bombarders antinavegació del III./KG 53, II./Kampfgeschwader 40 (KG 40) i I./KG 77.
Tot i que inicialment van ser lents per respondre a la incursió, els pilots alemanys aviat van fer sentir la seva presència al port durant el dia. Si bé els caces aliats van tenir un èxit moderat a l'hora de protegir les forces terrestres i marines dels bombardejos aeris, es van veure obstaculitzats en operar lluny de les seves bases domèstiques. Els spitfires, en particular, es van situar a la vora del seu radi d'acció, alguns només van poder passar cinc minuts sobre la zona de combat. L'atac a Dieppe va veure el bateig per foc del nou Spitfire Mark IX, l'únic caça britànic igual al Fw 190. Sis esquadrons (quatre britànics, dos canadencs) van volar amb els Mark IX a Dieppe. Durant la batalla, el Fighter Command va realitzar 2.500 sorties sobre Dieppe i va aconseguir una estreta victòria sobre la Luftwaffe. L'intens combat aeri va impedir que la Luftwaffe pogués realitzar atacs importants ni durant el desembarcament ni a l'evacuació de les forces aliades, que, per tant, no van patir gaire atacs de l'aire. Tot i això, en assolir l'objectiu de la “batalla aèria més gran” que atraparia la Luftwaffe sobre França, l'operació Jubileu va tenir menys èxit. Durant les batalles aèries sobre Dieppe, la Royal Air Force va perdre 91 avions abatuts i 64 pilots (17 presoners, la resta morts), mentre que la Royal Canadian Air Force va perdre 14 avions i nou pilots. Addicionalment, els britànics van perdre sis bombarders sobre Dieppe. La Luftwaffe va perdre 48 avions, altres 24 danyats greument amb 13 pilots morts i set ferits. Malgrat això, la intel·ligència de la RAF en aquell moment va afirmar que els aliats havien abatut 96 avions alemanys, aconseguint així una important victòria. En realitat, la Luftwaffe a França tornava a tenir força als pocs dies de l'atac. En una valoració, Copp va escriure que Dieppe no va registrar el cop final contra la Luftwaffe que estava buscant la RAF. Però Copp va assenyalar que, tot i que els aliats van continuar perdent de mitjana dos avions per cada 1 avió alemany destruït durant la resta de 1942, la productivitat econòmica superior de les indústries d'avions dels Estats Units, Gran Bretanya i el Canadà es va combinar amb una millor formació de pilots. el programa dels Aliats va provocar que la Luftwaffe perdés gradualment la guerra de desgast als cels sobre França. Copp va concloure que: "La batalla per la superioritat aèria va ser guanyada [en] molts fronts amb un esforç continu i el 19 d'agost, va ser part d'aquest èxit."

## La teoria de "Capturar Enigma"
Les investigacions realitzades durant un període de 15 anys per l'historiador militar David O'Keefe van descobrir 100.000 pàgines d'arxius classificats militars britànics que documentaven una missió de "captura" supervisada per Ian Lancaster Fleming (més conegut després com a autor de les novel·les de James Bond), coincidint amb el Raid de Dieppe. 30 comandos van ser enviats a Dieppe per robar una de les noves màquines codificadores Enigma de 4 rotors alemanyes, a més de llibres de codis associats i fulls de configuració del rotor. La Divisió d'Intel·ligència Naval (NID) va planejar la incursió "de captura" amb la intenció de passar aquests articles als criptanalistes de Bletchley Park per ajudar-los en el Projecte Ultra. O'Keefe al·lega la presència d'altres tropes desembarcant a Dieppe per proporcionar suport i crear una distracció per a les unitats de comando que intentaven arribar a la seu de l'almirallat alemany i capturar la màquina Enigma, i tota la premissa del Raid de Dieppe estava de fet sent una "cobertura" per a l'objectiu final de l'Enigma.
Tanmateix, el 30è comando no es van formar fins un mes després de la incursió i les indicacions de participació podrien ser errònies.
Un article publicat a Britain at War Magazine l'agost del 2017 proporcionava una visió alternativa. En aquest número, el catedràtic d'Història Naval, Eric Grove, va explicar que la "Captura d'Enigma" és “més un reflex de la fascinació contemporània per la intel·ligència secreta que la realitat del 1942.”
L'obtenció d'intel·ligència útil es trobava entre els objectius, inclosa la captura d'una màquina de xifrat Enigma de quatre rotors, però assegurat Enigma era un dels objectius similars. Grove conclou que el Raid de Dieppe no va ser, segons es va afirmar, cobertura per una "captura", i també reconeix que la decisió de formar les Unitats d'Assalt d'Intel·ligència específicament encarregades de recollir material d'intel·ligència no es va prendre fins després d'haver estat ordenada l'operació Jubileu.

## Després de la batalla

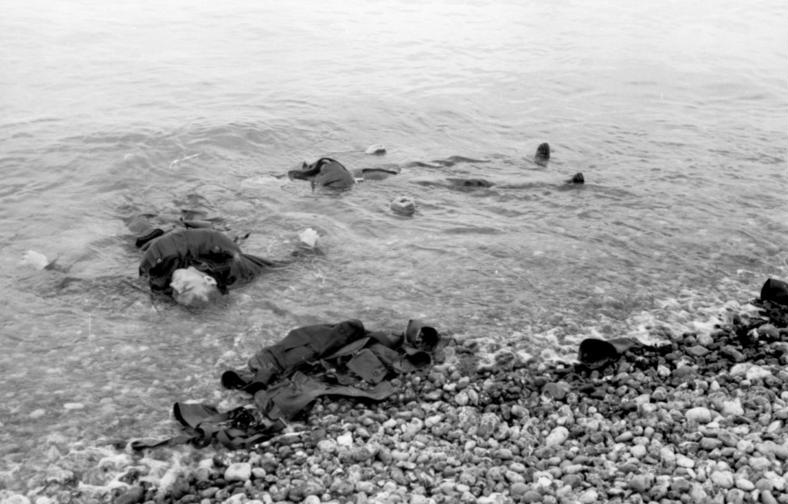
Morts canadencs a Dieppe, agost de 1942

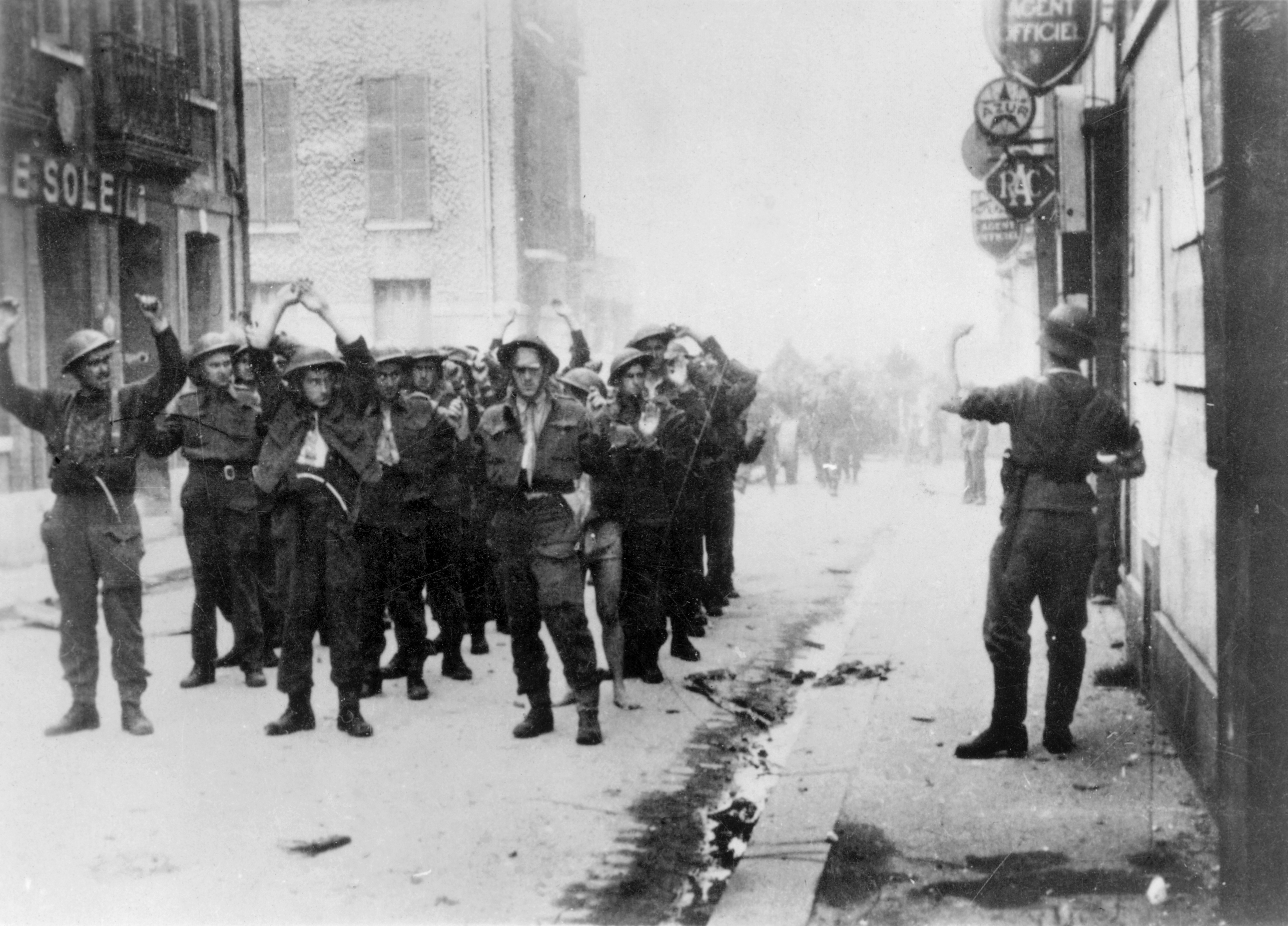
Els presos canadencs van ser conduïts per Dieppe després de la incursió. Crèdit: Library and Archives Canada / C-014171

Dels prop dels 5.000 homes que formaven el contingent canadenc, 3.367 van ser morts, ferits o fets presoners, amb una taxa excepcional de víctimes del 68%. Els 1.000 comandos britànics van perdre 247 homes. La Royal Navy va perdre un destructor (el HMS Berkeley) i 33 embarcacions de desembarcament, patint 550 morts i ferits. La RAF va perdre 106 avions davant dels 48 perduts per la Luftwaffe. L'exèrcit alemany havia patit 591 víctimes. Dels 50 rangers estatunidencs al servei de diferents unitats del Comando, sis van morir, set ferits i quatre capturats.
Si bé el contingent canadenc lluitava valent enfront d'un enemic decidit, finalment van ser circumstàncies fora del seu control les que van segellar la seva sort. Malgrat les crítiques sobre la inexperiència del regiment canadenc que es llançà a la batalla, els estudiosos han assenyalat que fins i tot professionals experimentats haurien estat resistits en les condicions deplorables provocades pels seus superiors. Els oficials comandants que van dissenyar l'atac a Dieppe no havien previst aquestes pèrdues. Aquest va ser, després de tot, un dels primers intents dels aliats occidentals en una ciutat portuària alemanya. Com a conseqüència, la planificació des dels nivells més alts per a la preparació del raid era mínima. Es van cometre errors estratègics i tàctics crítics que van provocar desenes de morts aliats (sobretot canadencs).
Es va afirmar que les pèrdues a Dieppe eren un mal necessari. Mountbatten va justificar la incursió argumentant que les lliçons apreses a Dieppe el 1942 van ser utilitzades més tard en la guerra. Posteriorment va afirmar: "No tinc cap dubte que la batalla de Normandia es va guanyar a les platges de Dieppe. Per a cada home que va morir a Dieppe, almenys deu més es van haver estalviat a Normandia el 1944". En resposta directa a l'atac a Dieppe, Winston Churchill va remarcar que "La meva impressió de 'Jubileu' és que els resultats van justificar plenament el cost pesat" i que "va ser una contribució canadenca de major importància a la victòria final".
Per als altres, especialment als canadencs, va ser un desastre important. L'excepció va ser l'èxit obtingut pels comandos britànics endurits en la batalla contra les bateries d'artilleria de la costa a prop de Varengeville i Berneval. Dels prop de 5.000 soldats canadencs, més de 900 van morir (aproximadament un 18 per cent) i 1.874 van ser presos (37%).

### La propagada alemanya

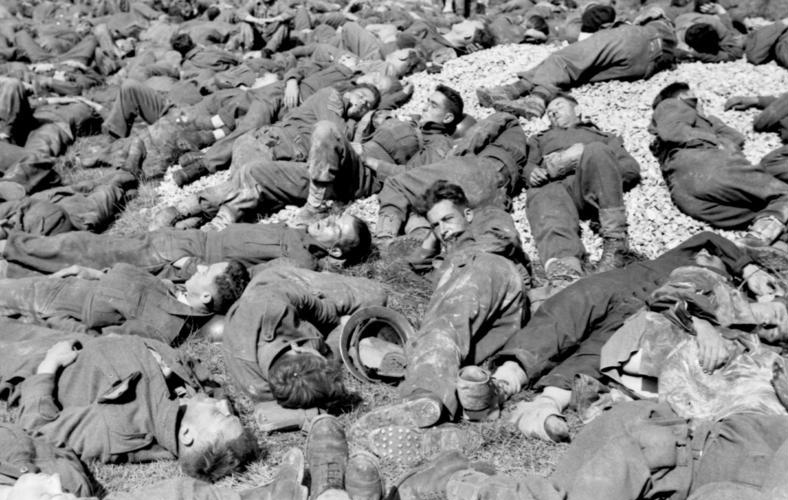
Presoners britànics i canadencs que descansen a Dieppe, agost de 1942

Dieppe va ser una victòria per a la propaganda alemanya. El Tercer Reich va descriure àmpliament l'atac a Dieppe com una broma militar, destacant la quantitat de temps necessària per a dissenyar un atac d'aquest tipus, combinat amb les pèrdues sofertes pels aliats, només assenyalen incompetència. El valor propagandístic de les notícies alemanyes sobre la incursió es va veure millorat amb la publicació de la informació oficial britànica. Això significava que els mitjans aliats es van veure obligats a publicar anuncis de fonts alemanyes. Aquests intents van ser els que van augmentar la moral del poble alemany, malgrat la intensitat creixent de la campanya de bombardejos estratègics aliats a les ciutats alemanyes i les grans baixes diàries al Front Oriental.
El mariscal Philippe Pétain va escriure a Adolf Hitler una carta pública felicitant-lo per la recent victòria de la Wehrmacht en repel·lir aquest darrer acte d'"agressió britànica" contra França, tal com Pétain va anomenar el raid de Dieppe. L'únic lament de Pétain va ser que les forces franceses no havien jugat cap paper en la detenció de l'atac i va suggerir que s'iniciessin converses entre Alemanya i Vichy França per permetre als francesos participar en la defensa de la pàtria. Hitler no tenia cap interès en permetre el retorn de les forces franceses a la costa atlàntica on havien estat prohibides des de l'armistici del 22 de juny de 1940, així que no res en sortí del suggeriment de Pétain de converses de personal franco-alemany contra els Aliats, però la seva carta va rebre molta atenció mediàtica tant a Alemanya com a França com a mostra de com el poble francès presumptament apreciava els esforços d'Alemanya per defensar-los de les Anglo-Saxons.
Posteriorment, la carta de Pétain es convertiria en una mostra principal per al processament del seu judici per alta traïció el 1945. Pétain va afirmar que la seva carta era una falsificació, una afirmació que els historiadors rebutgen aclaparadorament.

### La batalla aèria
Si bé el Comandament de Caces va afirmar haver causat greus víctimes a la Luftwaffe, el balanç final va mostrar que les pèrdues dels avions aliats eren greus. Es disputen xifres finals; una font indica que les pèrdues van ascendir a 106 per part de l'acció enemiga: 88 caces (inclosos 44 Spitfires), 10 avions de reconeixement i vuit bombarders i que altres 14 aeronaus de la RAF van ser abatudes per altres causes com els accidents. Altres fonts suggereixen que es van perdre fins a 28 bombarders i que la xifra global dels Spitfires destruïts i danyats va ser de 70. Contra això, es van perdre 48 avions de la Luftwaffe. Aquest total va incloure 28 bombarders, la meitat Dornier Do 217s del KG2. Un dels dos Jagdgeschwader, el JG 2, va perdre 14 Fw 190 i vuit pilots van morir. El JG 26 va perdre sis Fw 190 amb els seus pilots.

### Presoners de guerra
El brigadier William Wallace Southam va portar a terra la seva còpia del pla d'assalt, classificada com a document secret. Tot i que va intentar enterrar-la sota els còdols en el moment de la seva rendició, va ser descobert i el pla van caure en mans dels alemanys. El pla, més tard criticat per la seva mida i complexitat innecessària, contenia ordres de reclutar presoners.
Els alemanys després també van rebre informes sobre els cossos de presos alemanys amb les mans lligades a la terra després de la retirada dels canadencs. Quan es va informar a Hitler, va ordenar que es posessin grillons als presos canadencs, la qual cosa va provocar una ordre recíproca per part de les autoritats britàniques i canadenques per als presos alemanys al Canadà.
Tot i que els canadencs es van oposar al pla, que consideraven un perill per als presoners canadencs en mans alemanyes, la van implementar de mala gana per mantenir la unitat amb els britànics. No obstant això, tal com s'esperaven els canadencs, l'ordre dels grillons va provocar directament problemes i l'única revolta coneguda en un camp de presoners de guerra canadenc durant la Segona Guerra Mundial, l'anomenada "Batalla de Bowmanville". Més tard, les ordres canadenques i alemanyes van acabar perdent impuls en els camps de presos de guerra i finalment van ser abandonades després de la intercessió de la Creu Roja Internacional a l'octubre de 1942. Les suposades atrocitats anglo-canadenques comeses contra els presoners de guerra alemanys a Dieppe van ser una de les excuses que Hitler va donar per l'ordre dels comandos d'octubre de 1942, ordenant que s'executessin tots els comandos aliats capturats per les forces alemanyes.
Hitler va decidir recompensar la ciutat per no haver assistit a la incursió alliberant els presoners de guerra francesos originaris i que vivien abans de la guerra a Dieppe a la seva custòdia, i el 12 de setembre, un tren que transportava aproximadament 1.500 presoners francesos va arribar a Dieppe. A més, com a recompensa pel que va anomenar "disciplina i calma" perfectes dels residents de la ciutat, Hitler va donar a la ciutat un regal de 10 milions de francs, destinat a reparar els danys causats durant la fallida incursió.

### Extensió de la preparació alemanya

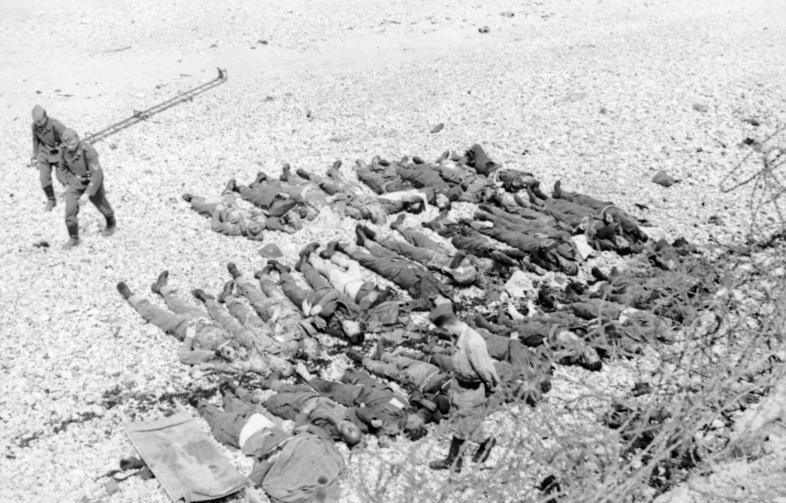
Morts canadencs i britànics a Dieppe, agost de 1942

La magnitud del fracàs de l'operació ha portat a una discussió sobre si els alemanys sabien de l'atac amb anterioritat. D'alguna manera, això no seria sorprenent; la seguretat a la zona des d'on es va iniciar l'operació era deficient i “es pot deduir una bona part simplement mitjançant una observació aguda i una atenció atenta a les converses descurades”. A més, des del juny de 1942, la BBC havia emès avisos a civils francesos d'una acció "probable", instant-los a evacuar ràpidament els districtes costaners de l'Atlàntic de la França ocupada. En efecte, el dia de la pròpia incursió, la BBC ho va anunciar, tot i que a les 08:00, després que els desembarcaments havien tingut lloc.
Relats de primera mà i memòries de molts veterans canadencs que van documentar les seves experiències a la vora de Dieppe que comenten la preparació de les defenses alemanyes com si sabessin de l'atac abans de temps, tot citant el fet que, per exemple, després d'arribar a la costa de Dieppe, els vaixells de desembarcament van ser immediatament obstruïts amb la màxima precisió quan les tropes començaven a desembarcar. El volum i el to d'aquestes narracions van fer que un informe del govern canadenc a finals de 1942 arribés a la conclusió que "Sembla que havien advertit àmpliament de la incursió i que han preparat preparacions detallades per afrontar-lo". El comandant Lt. Coronel Labatt va testificar haver vist marques a la platja utilitzades per a la pràctica del morter, que semblaven haver estat posades recentment.
La creença que els alemanys havien rebut avisos precisos i detallats dels atacs s'ha vist reforçada amb narracions posteriors tant de les potències alemanyes com de les aliades. El major C.E. Page, mentre interrogava un soldat alemany, es va assabentar que quatre batallons de metralladores van ser introduïts "específicament" en previsió d'un atac. Hi ha nombrosos relats de presos alemanys interrogats, captors alemanys i ciutadans francesos que van comunicar als canadencs que els alemanys feia setmanes que es preparaven per al desembarcament aliat previst.
Tanmateix, hi ha l'opinió que, tot i que és probable que els alemanys esperessin un atac en algun lloc de la costa francesa, les proves que esperessin un atac a Dieppe en particular, en aquell moment, són menys concloents. Els partidaris d'aquest punt de vista assenyalen que elements de les forces canadenques, com ara a la platja de Green, van desembarcar sense problemes. El Tt Col Merrit ha estat citat que deia "Com podrien saber els alemanys si ens féssim a la nostra platja contra defenses que no eren tripulades?" Les tropes del Comando No 4 també van informar que havien aconseguit sorpresa contra les bateries del canó a les quals se'ls va encarregar destruir. Sota aquest punt de vista, les declaracions dels presoners de guerra alemanys que es preveia que la incursió estava plenament esperada són explicatives com a propaganda.

#### La polèmica dels mots encreuats delDaily Telegraph
El 17 d'agost de 1942, va aparèixer la pista "Port francès (6)" als mots encreuats del Daily Telegraph (compilada per Leonard Dawe), seguida de la solució, "Dieppe"; l'atac a Dieppe va tenir lloc l'endemà, el 19 d'agost. L'Oficina de Guerra sospitava que els mots encreuats s'havien utilitzat per transmetre intel·ligència a l'enemic i va demanar a Lord Tweedsmuir, aleshores un oficial d'intel·ligència superior unit a l'Exèrcit canadenc, que investigués el mots encreuats. Tweedsmuir va comentar més tard: "Ens vam adonar que el mots encreuats contenia la paraula" Dieppe "i hi va haver una investigació immediata i exhaustiva que també va implicar MI5. Però al final, tot va resultar en una remarcable coincidència."
Una coincidència de mots encreuats similar es va produir al maig de 1944, abans del dia D. Diversos termes associats a l'Operació Overlord (incloent-hi la paraula "Overlord") aparegueren a la paraula creuada del Daily Telegraph (també escrita per Dawe), i després d'una altra investigació de MI5, es va concloure que també era una coincidència notable. A més d'això, un antic estudiant va identificar que Dawe demanava sovint paraules als seus estudiants, molts dels quals eren nens de la mateixa zona que el personal militar dels Estats Units.

### Anàlisi alemany

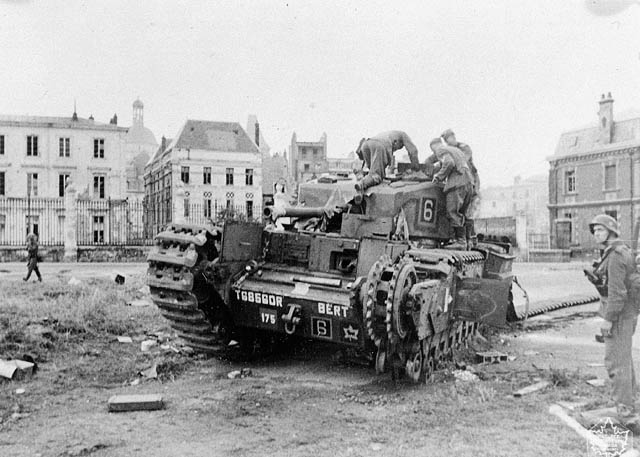
Soldats alemanys examinen un tanc Churchill canadenc a Dieppe

La captura d'una còpia del pla Dieppe per part dels alemanys els va permetre realitzar una anàlisi detallada de l'operació. Els alts oficials alemanys no van quedar gens impressionats; el general Conrad Haase va considerar "incomprensible" que s'esperés que una sola divisió pogués vèncer un regiment alemany que tenia el suport de l'artilleria. Va afegir que "la força de les forces navals i aèries era del tot insuficient per suprimir els defensors durant els desembarcaments". El general Kuntzen va creure "inconcebible" que els desembarcaments de Pourville no es reforcessin amb tancs.
Els alemanys també es van quedar poc impressionats per les especificacions dels tancs Churchill que van quedar després de la retirada. Un informe va valorar que "en la seva forma actual, el Churchill és fàcil de lluitar". El seu canó va ser qualificat de "pobre i obsolet", i es va comparar de forma desfavorable el blindatge que s'usava en tancs alemanys i soviètics.
Els alemanys van reconèixer que els aliats tenien la certesa d'aprendre algunes lliçons de l'operació, amb Von Rundstedt observant que, “Igual que anirem avaluant aquestes experiències per al futur, també ho serà la força assaltant ... potser encara més com ho ha fet. Va guanyar una valuosa experiència. No ho farà així per segona vegada! "

### Anàlisi aliada
Les lliçons apreses a Dieppe es convertiren essencialment en el llibre de text de "què no fer" en futures operacions amfíbies i han establert el marc dels desembarcaments normands dos anys després. Del més notable, Dieppe va destacar:
1. la necessitat de suport d'artilleria preliminar, inclòs el bombardeig aeri;[6]
2. la necessitat d'un element de sorpresa sostingut;
3. la necessitat d'una intel·ligència adequada sobre les fortificacions enemigues;
4. l'evitació d'un atac frontal directe a una ciutat portuària defensada; i,
5. la necessitat de les embarcacions de reembarcament adequades.[43]

Com a conseqüència de les lliçons apreses a Dieppe, els britànics van desenvolupar tota una gamma de vehicles blindats especialitzats que van permetre als seus enginyers realitzar moltes de les seves tasques protegides amb blindats, les més famoses de les quals són les Hobart's Funnies. L'operació va mostrar grans deficiències en les tècniques de suport terrestre de la RAF, i això va provocar la creació d'una Força Aèria Tàctica totalment integrada per donar suport a grans ofensives terrestres. Com que les cadenes de la majoria dels tancs Churchill van quedar atrapades a les platges de pedres de Dieppe, els Aliats van iniciar una nova política d'aprendre quins eren els elements exactes de totes les platges en les quals pretenien desembarcar i dissenyar vehicles adequats per a aquelles platges.
Un altre efecte de l'atac es va canviar en la creença que abans tenien els Aliats que la captura d'un port important seria essencial en la creació d'un segon front. La seva visió revisada era que la quantitat de danys que es causaria a un port pel bombardeig necessari per capturar-lo, gairebé després la tornaria inútil com a port. Com a resultat, es va prendre la decisió de construir ports prefabricats, anomenats amb el nom de "Mulberry", i remolcar-los a platges lleugerament defensades com a part d'una invasió a gran escala.

## Commemoració
| Localització                                                                 | Data | Descripció          | Fabricant                 | Inscripció                                                                      | Finestra |
| ---------------------------------------------------------------------------- | ---- | ------------------- | ------------------------- | ------------------------------------------------------------------------------- | -------- |
| Sir Arthur Currie Hall, Col·legi Militar Reial del Canadà, Kingston, Ontario | 1968 | 1 light Dieppe Dawn | Robert McCausland Limited | * En memòria pels Caiguts a Dieppe el 19 d'agost de 1942 per classes de 1948–52 |          |

### Cementiri de Guerra de Dieppe

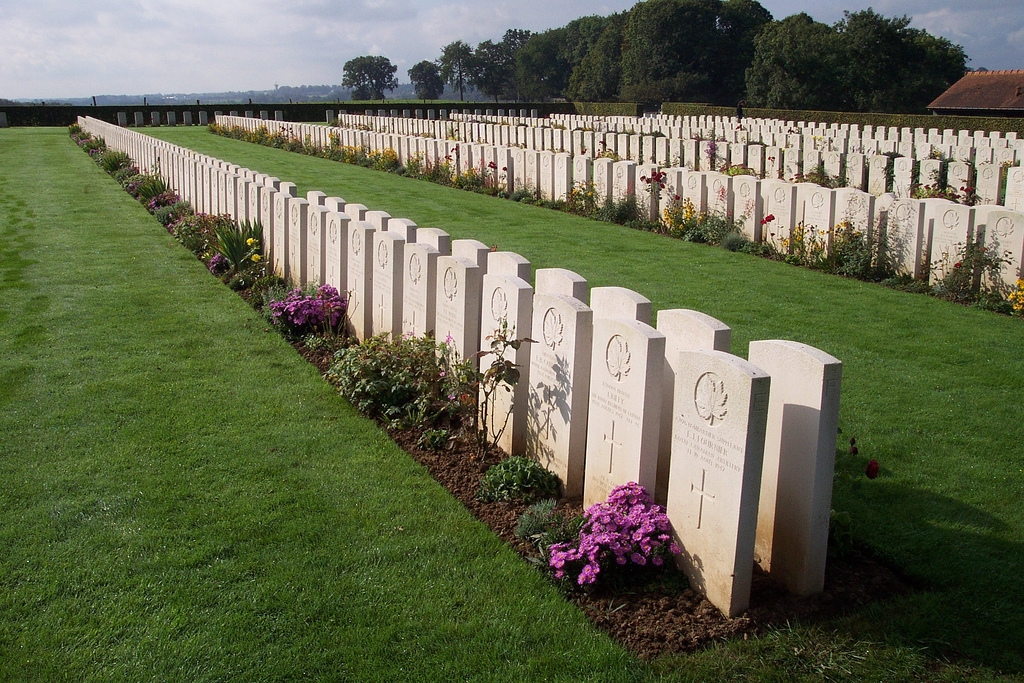
Les actuals làpides al Cementiri canadenc de Guerra de Dieppe

Els morts aliats van ser enterrats inicialment en una fossa comuna, però els cossos van ser posteriorment desenterrats i soterrats a Vertus Wood a la vora de la ciutat. Les actuals làpides del Cementiri canadenc de guerra de Dieppe han estat col·locades esquena contra esquena en dues fileres, la norma per a un cementiri de guerra alemany, però inusual per als llocs de la Comissió de les fosses de guerra del Commonwealth. Quan els Aliats van alliberar Dieppe com a part de l'operació Fusilade el 1944, es van substituir els marcadors sepulcrals, però la disposició va quedar sense canvis per evitar molestar les restes.

### Honors i premis
Per a l'operació es van concedir tres creus Victòria: una al capità Patrick Porteous, Reial Regiment d'Artilleria unit al Comando núm. 4, a les forces britàniques; i dos als canadencs: el reverend John Weir Foote, capellà a l'Reial infanteria lleugera Hamilton; i el tinent coronel Charles Merritt del Regiment Sud-Saskatchewan.
Porteous va ser ferit greument a la batalla, però va ser evacuat al final de la batalla; tant Foote com Merritt van ser capturats i esdevingueren presoners de guerra, tot i que en el cas de Foote, va abandonar deliberadament la seva embarcació de desembarcament i va optar per ser capturat perquè pogués ministrar als seus companys canadencs que ara es trobaven en captiveri.
Marcel Lambert del 14è Regiment de Tanques de l'Exèrcit (Regiment Calgary) va lluitar agressivament en la batalla i va ser capturat. Ell, juntament amb tots els participants al raid, van rebre un "certificat" del govern de França. A la dècada de 1980, el Govern del Canadà va lliurar a tots els veterans del raid una "medalla de voluntariat".
Tot i el fracàs de l'operació, el major general Roberts va rebre l'orde del Servei Distingit. Entre el personal de tropa, el soldat ras William A. Haggard del Regiment del Sud de Saskatchewan va rebre la medalla de la Conducta Distingida i, posteriorment, promogut a tinent, per les seves accions durant el raid.
El sergent David Lloyd Hart, de transmissions, va rebre la Medalla Militar pels seus esforços durant la incursió. Hart va mantenir la que es va convertir en l'única línia de comunicacions radiofòniques entre els homes a terra i els comandants de la mar. Se li acredita haver salvat la vida de 100 homes a través del seu treball de senyals, podent ordenar la seva retirada. Posteriorment, Hart es va convertir en el càrrec amb més temps de les Forces Armades del Canadà, exercint funcions d'honor i actiu d'honor durant 81 anys. Va morir el març del 2019, a l'edat de 101 anys.